# Ninon Colnericová
Ninon Colnericová (* 29. srpna 1948, Oer-Erkenschwick) je první německá soudkyně u Evropského soudního dvora (2000–2006).

## Kariéra
Narodila se v Oer-Erkenschwicku. Právní vědu studovala v Tübingenu, Mnichově a Ženevě. Po období akademického výzkumu v Londýně získala na Mnichovské univerzitě doktorát práv. Na Brémské univerzitě získala oprávnění vyučovat pracovní právo, sociologii práva a sociální právo. Byla profesorkou ad interim na právnické fakultě univerzit ve Frankfurtu a Brémách. Byla soudkyní pracovního soudu (Arbeitsgericht) v Oldenburgu (1986 až 1989). Jako expertka spolupracovala na projektu Evropské expertní služby (Evropská unie), který se zaměřoval na reformu pracovního práva Kyrgyzstánu (1994 až 1995).
Od roku 2000 do roku 2006 byla první německou soudkyní u Evropského soudního dvora. Od roku 2008 do roku 2011 byla ko-děkankou na Čínsko-evropské právnické fakultě, což je projekt spolupráce mezi konsorciem evropských univerzit a Čínskou univerzitou politologie a práva.
Od roku 2018 je členkou Whistleblower-Netzwerk e.V. a od roku 2020 členkou poradního sboru Institutu pro světské právo.